# Hugo Weidel

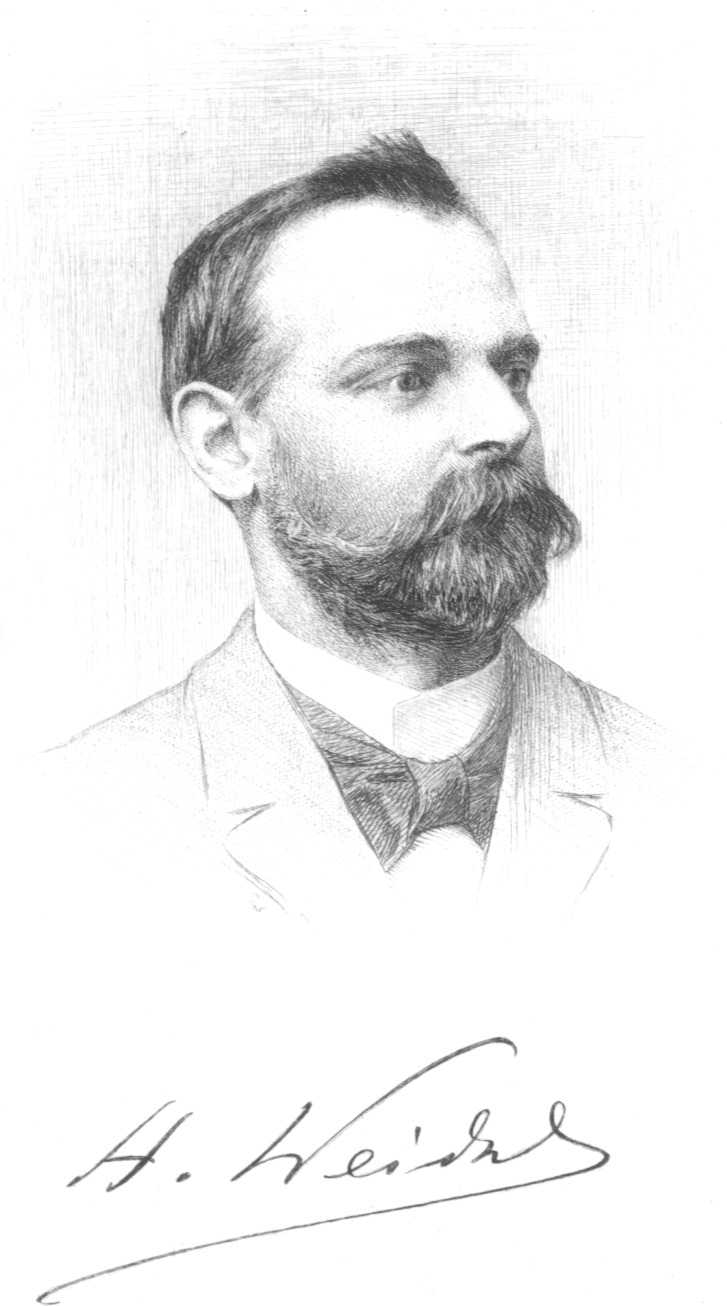
Hugo Weidel

Hugo Weidel (* 13. November 1849 in Wien; † 7. Juni 1899 ebenda) war ein österreichischer Chemiker.

## Leben
Hugo Weidel habilitierte sich 1878 an der Wiener Universität für Chemie. 1886 wurde er an die Hochschule für Bodenkultur als ordentlicher Professor berufen. Ab 1891 war er Ordinarius an der Universität Wien. Er verstarb mit nur 49 Jahren inmitten seiner Tätigkeit im Labor.

## Bedeutung
Weidel befasste sich hauptsächlich mit Untersuchungen über Oxidation und Abbau von Alkaloiden, die Nikotin- und Berberinsäure, phenolischen Benzolderivaten und tierischem Teer. Die Weidelsche Reaktion  (Xanthin-Nachweis) ist nach ihm benannt.

## Ehrungen
1880 erhielt Weidel den Lieben-Preis.

## Würdigung
1906 wurde ein Relief mit Profilbild von Hugo Weidel des Künstlers Alfonso Canciani im Arkadenhof der Wiener Universität enthüllt. 1956 benannte man die Weidelstraße in Wien-Favoriten nach ihm.